# Isabel, Prințesă Imperială a Braziliei
Dona Isabel (29 iulie 1846 - 14 noiembrie 1921), a fost moștenitoarea prezumptivă a tronului Braziliei și a purtat titlul de Prințesă Imperială. Isabel s-a născut la Rio de Janeiro, ca fiica cea mare a împăratului Pedro al II-lea al Braziliei și a soției lui, Teresa Cristina a celor Două Sicilii.

## Primii ani

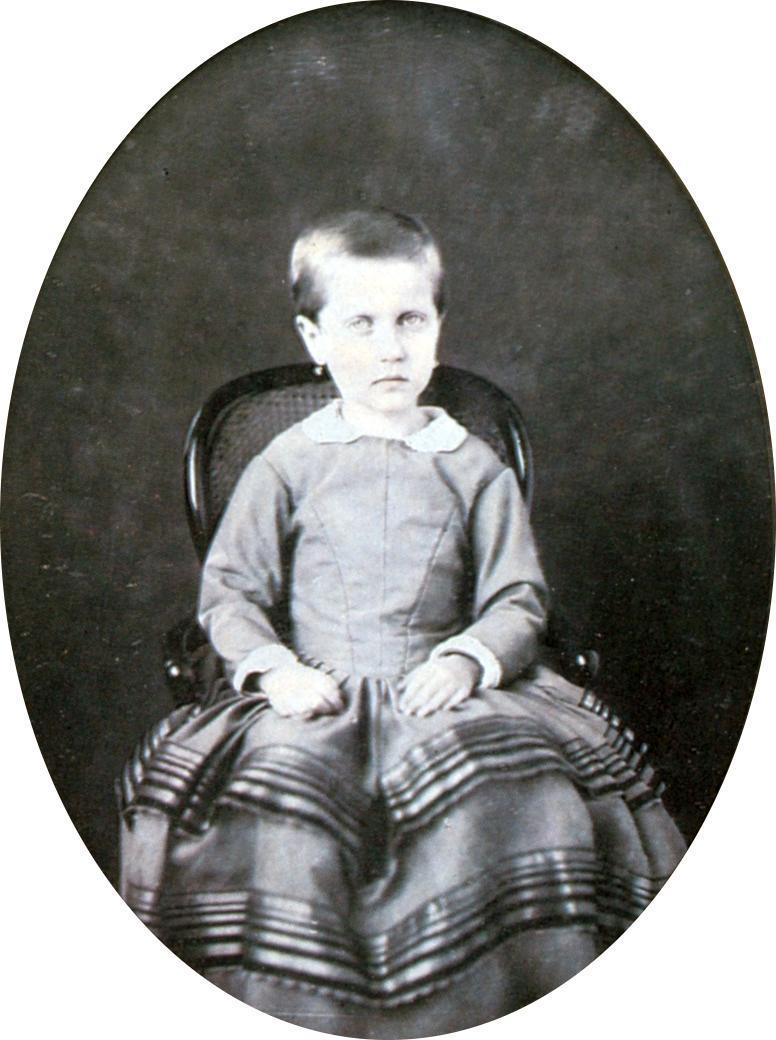
Isabel în jurul vârstei de 5 ani, c. 1851. Aceasta este prima fotografie a Prințesei.

Isabel s-a născut la 29 iulie 1846 la ora 6 p.m. în Rio de Janeiro la Palatul São Cristóvão. A fost fiica cea mare a împăratului Braziliei Pedro al II-lea și a a soției lui, Teresa Cristina a celor Două Sicilii. La 15 noiembrie infanta a fost botezată printr-o ceremonie la Igreja da Glória. Nașii ei au fost, ambii reprezentați prin procură, unchiul ei regele Ferdinand al II-lea al Portugaliei și bunica maternă María Isabella a Spaniei.
A fost botezată Isabel Cristina Leopoldina Augusta Micaela Gabriela Rafaela Gonzaga. Ultimele ei patru nume erau întotdeauna acordate membrilor familiei ei,  în timp ce celelalte erau în onoarea strămoșilor. De exemplu, Isabel și Cristina erau în onoarea bunicii materne și a mamei.
A fost membră a ramurii braziliene a Casei de Braganza prin tatăl ei și de la naștere a primit titlul onorific de "Dona". A fost nepoata împăratului Braziliei Pedro I și nepoata reginei portugheze Maria a II-a. Prin mama ei, a fost nepoata regelui Francisc I al celor Două Sicilii.
La puțin timp, fratele ei mai mare, Alfonso (1845-1847), a murit iar Isabel a devenit prințesă imperială și moștenitoare a tronului Braziliei. În același an s-a născut sora ei, Prințesa Leopoldina (1847-1871), care va deveni prietena și compania de joacă a surorii sale. În 1848 Isabel a pierdut statutul de moștenitoare odată cu nașterea fratelui ei Pedro 1848-1850), însă și el a trăit puțin; a murit la vârsta de doi ani.
Pentru a o pregăti pe Prințesa Isabel în rolul ei de moștenitoare la tron, Pedro al II-lea a început să-i acorde o bună educație. La sfatul surorii sale, Prințesa Francisca, împăratul a numit în 1855 pe contesa de Barral, soția unui nobil francez ca tutore al fiicelor sale.